# Incendie de Fort McMurray
L’incendie de Fort McMurray est un feu de forêt qui s'est déclaré le 1er mai 2016 dans le secteur de services urbains de Fort McMurray de la municipalité régionale de Wood Buffalo en Alberta, dans l'ouest du Canada. L'incendie prend rapidement de l'ampleur au point de menacer sérieusement la localité, décidant les autorités à l'évacuer en quasi-totalité ; environ 100 000 habitants sont concernés.

## Départ et progression de l'incendie

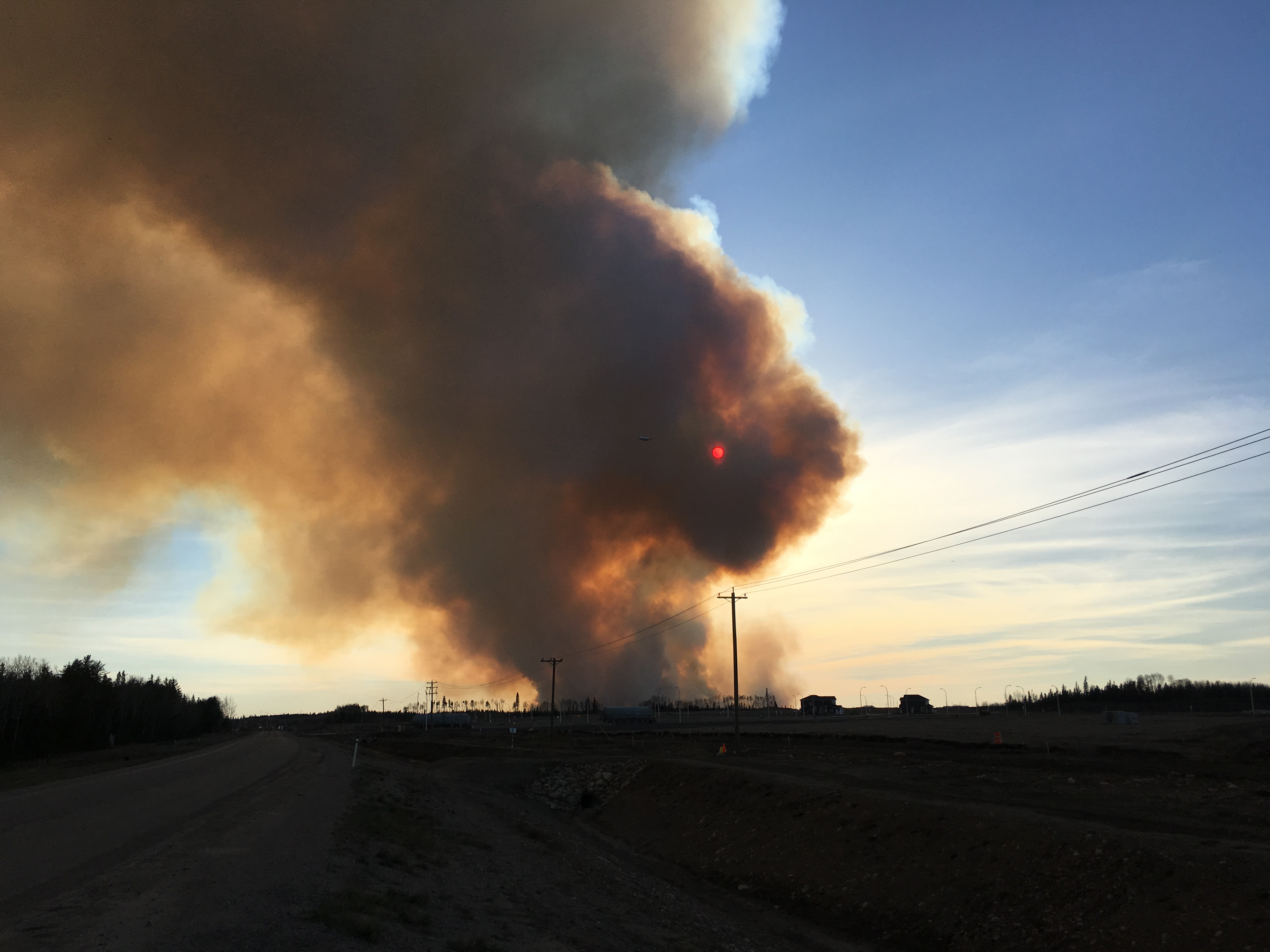
Vue de l'incendie le 1 mai.

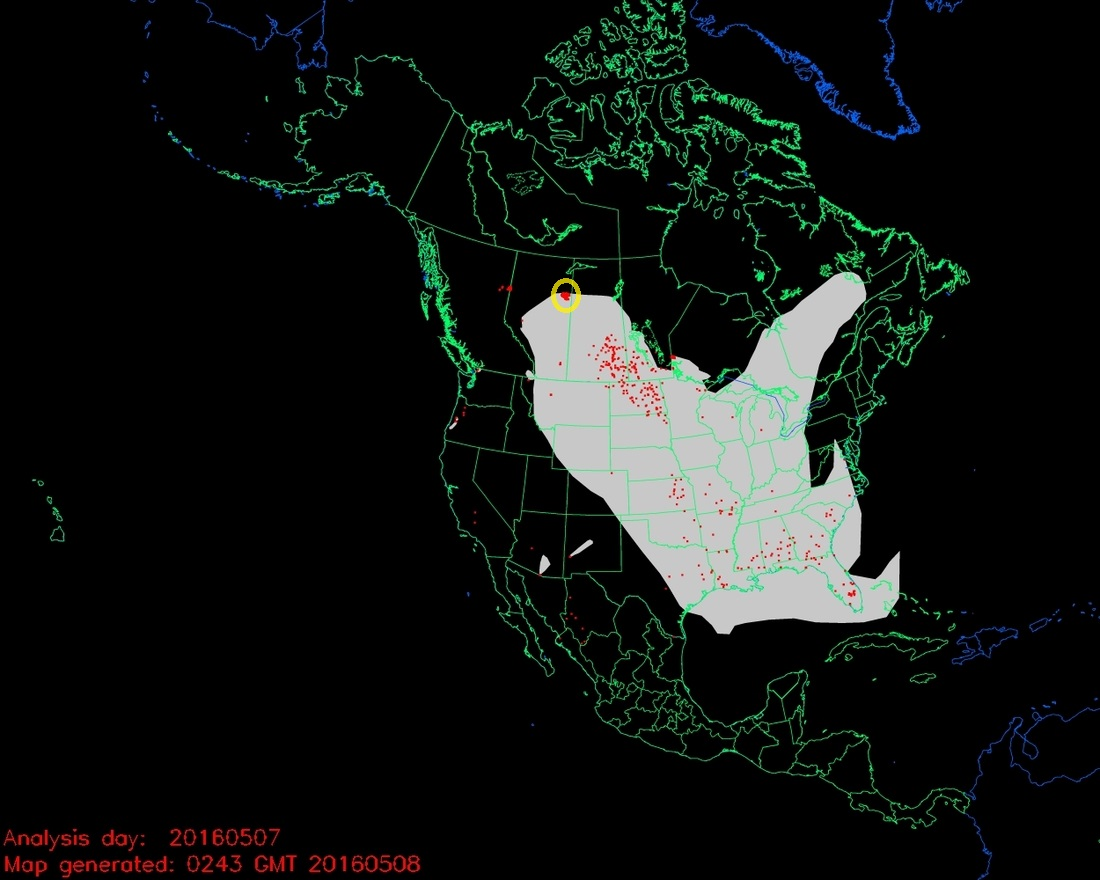
Infographie à (heure des Rocheuses) le 7 mai 2016 des incendies en Amérique du Nord (points rouges) dont celui de Fort McMurray (entouré en jaune) avec son panache de fumée (en gris) survolant une bonne partie du continent.

Le 1er mai 2016, un feu de forêt, d'origine probablement humaine, se déclare au sud-ouest de la ville de Fort McMurray. Un hiver doux et une déforestation sauvage qui explique la présence sur le sol de brindilles et de branches mortes ont créé des conditions favorables à la propagation de l’incendie. Le départ de feu le 1er mai 2016 entraîne le jour même l'ordre d'évacuation donné par les autorités des lieux-dits de Prairie Creek et Gregoire. Devant l'ampleur de l'incendie, qui progresse en raison des conditions météorologiques favorables (températures élevées pour la saison, forts vents et faible degré d'hygrométrie), les autorités décrètent le 4 mai l'évacuation des localités d'Anzac, Gregoire Lake Estates, et Fort McMurray First Nation représentant environ 88 000 personnes. La progression de l'incendie se poursuit – avec au 7 mai, plus de 101 000 ha ravagés et 2 000 habitations détruites dans différents lieux de l'agglomération de Fort McMurray – malgré l'intervention de lourds moyens de lutte et la mobilisation de l'armée canadienne. Les dégâts représentent déjà, au 7 mai, 6 milliards d'euros (env. 8 947 267 577,47$ CAN) de réparations. Quarante feux de forêt sont en activité en Alberta, dont 5 considérés comme incontrôlables[réf. nécessaire]. Pour tenter de combattre les flammes, plus de 3 000 pompiers, et plus de 110 hélicoptères, 27 avions de lutte contre les incendies et 295 engins de travaux publics (tels des bulldozers ou encore des pelles mécaniques) sont mobilisés[réf. nécessaire].
Au matin du 8 mai, ce sont 161 000 ha (soit 1 610 km2) qui sont partis en fumée, dont environ 50 000 rien que le 7 mai.Le 9 mai, l'incendie est toujours en cours, les vents violents favorisant la progression des flammes. Plus de 50 foyers ont été recensés dont 7 qui sont incontrôlables[réf. nécessaire]. Le feu se dirige vers le nord-est, et les habitants réfugiés de Fort McMurray se sont réfugiés dans la ville la plus proche, à seulement 150 km des flammes[réf. nécessaire]. Le 17 mai, 8 000 personnes supplémentaires sont évacuées.
Le 18 mai, le feu a atteint les 423 000 hectares de brulés,. A la mi-Juin, la pluie et les températures basses ont aidé les pompiers à contenir l’incendie, et le 4 juillet 2016, l’incendie est déclaré sous contrôle,. Début 2017, le feu était encore considéré comme toujours actif ,, et il ne sera considéré comme éteint que le 2 août. Au total, il a parcouru 5 895 km2, et près de 2 500 maisons et édifices ont été détruits.

## Retour des résidents

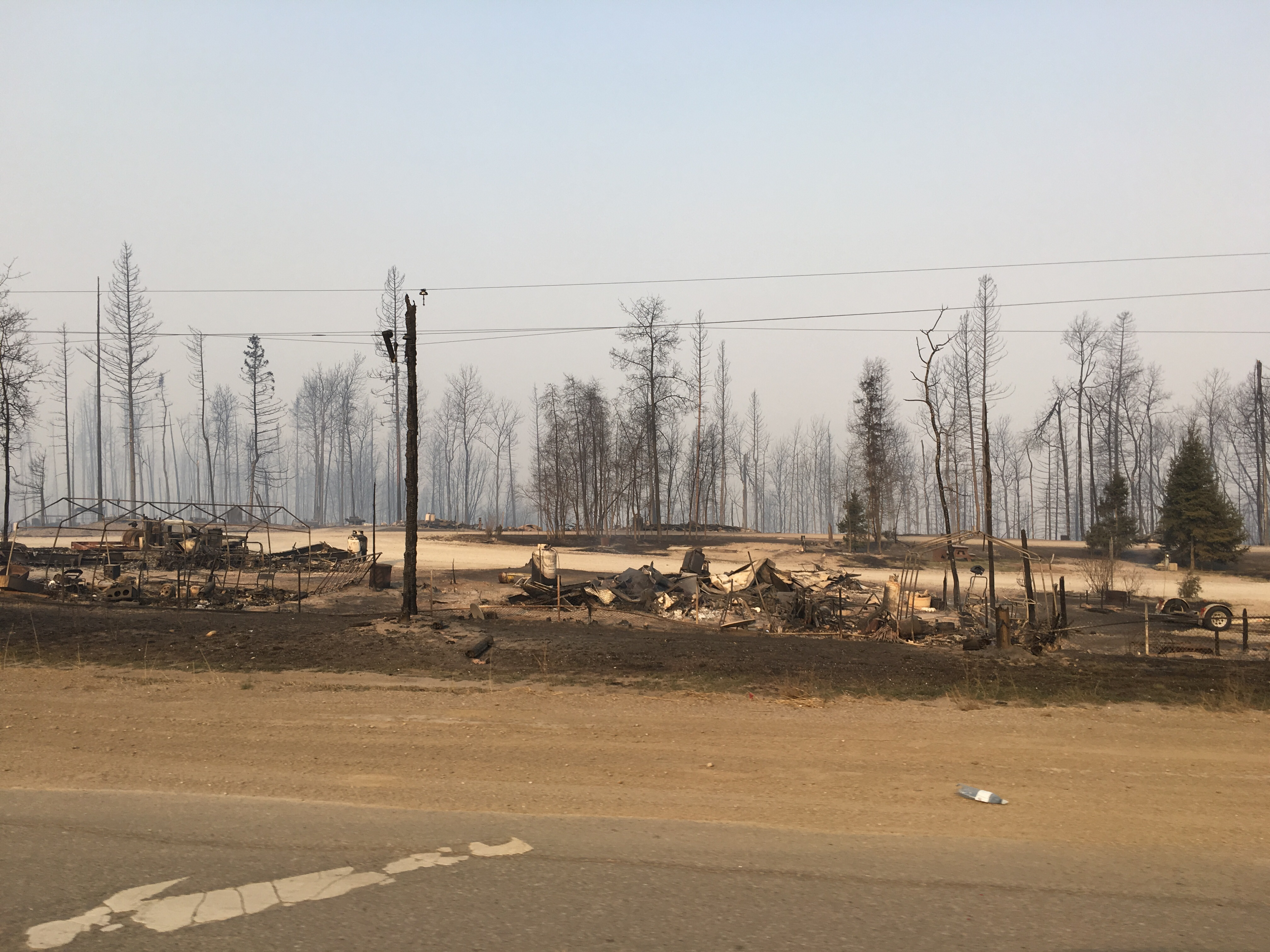
Camping et forêt calcinés par les flammes le 4 mai.

Le 18 mai, le gouvernement de l'Alberta a annoncé provisoirement une rentrée progressive des résidents dans Fort McMurray à partir du 1er juin et se terminant le 15 juin, étant donné qu'un ensemble de conditions clé est rempli, y compris que l'incendie ne constitue plus une menace et que les zones dangereuses puissent être sécurisées, que le gouvernement local puisse être rétabli et que les services essentiels tels que les services d'urgence, le transport, les services publics et les entreprises essentielles puissent être rétablis, ainsi que l'infrastructure qui soutient ces services. Certaines maisons endommagées ont été déclarées dangereuses pour la réinstallation en raison de la contamination par l'arsenic et des métaux lourds.

## Conséquences

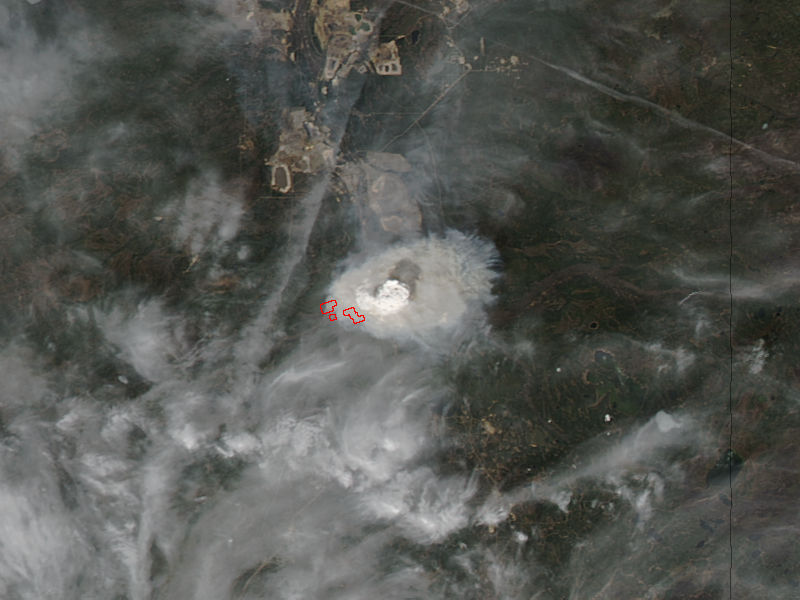
Prise de vue aérienne de l’incendie le 3 mai 2016.

Deux semaines après le début de l’incendie, selon des calculs du Conference Board, la production de pétrole a été réduite de 1,2 million de barils par jour en moyenne, privant le PIB de la province de 1 milliard de dollars.
On estime en juillet 2016 qu'il a causé 3,58 milliards de dollars canadiens (2,49 milliards d'euros) de dégâts en faisant la catastrophe naturelle la plus coûteuse de l'histoire canadienne.
Cet incendie est également à l'origine de la plus grosse évacuation massive qu'a connue l'histoire moderne du pays. En effet, plus de 80 000 citoyens ont du quitter la ville de Fort McMurray pendant plusieurs semaines avant de pouvoir réintégrer leur domicile.

## Dans les médias
Les feux de Fort McMurray sont le sujet principal du documentaire long format Fort Mac And The Beast, réalisé par le journaliste français David Dufresne et lancé le 1er juillet 2016.